# Allium alpinarii
Allium alpinarii är en amaryllisväxtart som beskrevs av Neriman Özhatay och Fania Weissmann- Kollmann. Allium alpinarii ingår i släktet lökar, och familjen amaryllisväxter. Inga underarter finns listade i Catalogue of Life.